# Christopher Rouse (Komponist)
Christopher Rouse (* 15. Februar 1949 in Baltimore; † 21. September 2019 ebenda) war ein US-amerikanischer Komponist. 1993 wurde er mit dem Pulitzer Prize in Music ausgezeichnet.

## Leben
Rouse begann 1956 mit ersten Kompositionsversuchen. 1967 bis 1971 studierte er bei Richard Hoffmann am Konservatorium des Oberlin College. Ab 1971 nahm er Privatunterricht bei George Crumb in Philadelphia. 1972 und 1973 zeichnete ihn die BMI Foundation mit BMI Student Composer Awards aus. Ein 1973 begonnenes Aufbaustudium beendete er 1977 mit der Promotion bei Karel Husa an der Cornell University. 1978 bis 1981 lehrte Rouse an der University of Michigan, und von 1981 bis 2002 an der Eastman School of Music (ab 1991 als Professor für Komposition). 1988 errang er mit seiner zwei Jahre zuvor entstandenen 1. Sinfonie den renommierten Kennedy Center Friedheim Award. 1993 erhielt Rouse den Pulitzer Prize in Music für sein Posaunenkonzert. 1997 war er Composer in Residence in Tanglewood. Seit dem gleichen Jahr lehrte er an der Juilliard School. 2002 wurde Rouse Mitglied der American Academy of Arts and Letters. Ab 2012 war er für  drei Jahre Composer in Residence bei der New York Philharmonic.
Zu seinen Studenten gehörten Marc Mellits, Nico Muhly und Kevin Puts. Rouse hatte zwei Kinder, Alexandra und Adrian.

## Werk
Rouse wird üblicherweise unter die neoromantischen Komponisten eingereiht. Viele seiner Werke kombinieren Diatonik mit zeitgenössischen Techniken. Rouse gilt als hervorragender Orchestrator. Eine Vorliebe für Perkussionsinstrumente und spezifische rhythmische Bildungen spiegeln seine Auseinandersetzung mit der Rockmusik wider (Rouse lehrte an der Eastman School of Music mehrere Jahre lang Geschichte des Rock). Rouse greift auch auf Zitate anderer Komponisten zurück; so werden in seiner 1. Sinfonie von 1986 Bruckner und Schostakowitsch zitiert.
Rouse, der Beethoven, Wagner, Mahler, Varèse, Led Zeppelin und Jefferson Airplane zu seinen Vorbildern zählte, war einer der erfolgreichsten zeitgenössischen amerikanischen Komponisten seiner Zeit. Zu den Dirigenten, die seine Werke aufführten und einspielten, gehörten unter anderem Leonard Slatkin, Christoph Eschenbach, Leif Segerstam, David Zinman und Joshua Weilerstein.

### Werke (Auswahl)

#### Orchester
- Gorgon (1984)
- Phantasmata (1981/85)
- Phaethon (1986)
- 1. Sinfonie (1986, 1988 mit dem Kennedy Center Friedheim Award ausgezeichnet)
- Jagannath (1987)
- Iscariot (Kammerorchester, 1989)
- Concerto per Corde (Streichorchester, 1990)
- 2. Sinfonie (1994)
- Envoi (1995)
- Rapture (2000)
- The Nevill Feast (2003)
- Friandises (Ballett, 2005)
- Odna Zhizn (2009)
- Konzert für Orchester (2008)
- 3. Sinfonie (2011)
- 4. Sinfonie (UA 2014)
- 5. Sinfonie (UA 2017)
- 6. Sinfonie (postume Uraufführung im Oktober 2019)

#### Orchester mit Solisten
- Violinkonzert (1991)
- Posaunenkonzert (1991, 1993 mit dem Pulitzer Prize for Music ausgezeichnet)
- Cellokonzert (1992–93)
- Flötenkonzert (1993, UA 1994)
- Der gerettete Alberich (Schlagzeug, 1997)
- Seeing (Klavier, 1998)
- Concert de Gaudí (Gitarre, 1999)
- Klarinettenkonzert (2001)

#### Gesang und Orchester
- Karolju (Chor, 1990)
- Kabir Padavali ("Kabir Songbook", Sopran, 1997–98)
- Requiem (2001–02)

#### Kammermusik
- Ogoun Badagris (Schlagzeugensemble, 1976)
- Quattro Madrigali (8-stimmiger Chor, 1976)
- Ku-Ka-Ilimoku (Schlagzeugensemble, 1978)
- Mitternachtslieder (Bassbariton und gemischtes Ensemble, 1979)
- Rotae Passionis (gemischtes Ensemble, 1982)
- 1. Streichquartett (1982)
- Lares Hercii (Violine und Cembalo, 1983)
- The Surma Ritornelli (gemischtes Ensemble, 1983)
- Artemis (Blechbläserquintett, 1988)
- Bonham (Schlagzeugensemble, 1988)
- 2. Streichquartett (1988)
- Compline (Flöte, Klarinette, Harfe und Streichquartett, 1996)
- Rapturedux (Celloensemble, 2001)

#### Solokompositionen
- Morpheus (Cello, 1975)
- Liber Daemonum (Orgel, 1980)
- Little Gorgon (Klavier, 1986)
- Ricordanza (Cello, 1995)
- Valentine (Flöte, 1996)